# Kamila Skolimowska
Kamila Skolimowska (Varsovia, Polonia, 4 de noviembre de 1982 - Vila Real de Santo António, Portugal, 18 de febrero de 2009) fue una atleta polaca especialista en lanzamiento de martillo, que se proclamó campeona olímpica en los Juegos de Sídney 2000 con sólo 17 años y que es una de las mejores lanzadoras de los últimos años.
Su mejor marca personal fue de 76,83 metros, conseguida el 11 de mayo de 2007 en Doha, que es actualmente la cuarta en el ranking mundial de todos los tiempos, tras la rusa Tatyana Lysenko (77,80), la bielorrusa Aksana Miankova (77,32) y la rusa Gulfiya Khanafeyeva (77,26)
Falleció el 18 de febrero de 2009 tras desplomarse mientras se encontraba entrenando con el equipo nacional polaco en la localidad portuguesa de Vila Real de Santo António. Su muerte fue atribuida a una embolia pulmonar. Sus restos descansan en el Cementerio Militar de Powązki.

## Resultados
| Año  | Competición                  | Lugar      | Puesto | Marca    |
| ---- | ---------------------------- | ---------- | ------ | -------- |
| 1999 | Campeonato de Europa Junior  | Riga       | 1ª     | 59.72 m. |
| 1998 | Campeonato de Europa         | Budapest   | 7ª     | 62.68 m. |
| 1999 | Campeonato del Mundo Juvenil | Bydgoszcz  | 1ª     | 63.94 m. |
| 2000 | Juegos Olímpicos             | Sídney     | 1ª     | 71.16 m. |
| 2001 | Campeonato del Mundo         | Edmonton   | 4ª     | 68.05 m. |
| 2002 | Campeonato de Europa         | Múnich     | 2ª     | 72.46 m. |
| 2002 | Copa del Mundo               | Madrid     | 5ª     | 65.24 m. |
| 2003 | Campeonato del Mundo         | París      | 8ª     | 68.39 m. |
| 2004 | Juegos Olímpicos             | Atenas     | 5ª     | 72.57 m. |
| 2005 | Universiada                  | Esmirna    | 1ª     | 72.75 m. |
| 2005 | Campeonato del Mundo         | Helsinki   | 7ª     | 68.96 m. |
| 2006 | Campeonato de Europa         | Gotemburgo | 3ª     | 72.58 m. |
| 2006 | Copa del Mundo               | Atenas     | 1ª     | 75.29 m. |
| 2007 | Campeonato del Mundo         | Osaka      | 4ª     | 73.75 m. |
| 2008 | Juegos Olímpicos             | Pekín      | 12.ª   | NM       |